# Marton Reservoirs
Die Marton Reservoirs sind zwei hintereinanderliegende Stauseen im Rangitikei District der Region Manawatū-Whanganui auf der Nordinsel von Neuseeland.

## Geographie
Die beiden 6 Hektar und 14 Hektar großen Stauseen zur Wasserversorgung befinden sich rund 6,8 km und rund 7,5 km nördlich der kleinen Stadt Marton und werden über 
- Marton Reservoirs (nördlicher Stausee) und
- Marton Reservoirs (südlicher Stausee)

in zwei gesonderten Artikeln behandelt.